# Volta a Leão

A  Volta a Leão (oficialmente: Vuelta Ciclista a León) é uma competição de ciclismo espanhola que se disputa anualmente na província de León, no mês de agosto.
Em seus inícios foi uma corrida amador. Desde a criação dos Circuitos Continentais UCI em 2005 faz parte do UCI Europe Tour, dentro da categoria 2.2 (última categoria do profissionalismo), até que desde o 2014 voltou a ser amador.
Está organizada pela Diputación de Leão.

## Palmarés
Em amarelo: edição amador.
| Ano  | Ganhador              | Segundo                  | Terceiro                  |
| ---- | --------------------- | ------------------------ | ------------------------- |
| 2001 | Egoi Martínez         | Lander Euba              | Pavel Kavetski            |
| 2002 | Francisco Palácios    | Héctor Guerra            | Aitor Pérez Arrieta       |
| 2003 | Javier Ramírez Abeja  | Jaume Rovira Pous        | Joaquín Ribeiro           |
| 2004 | Víctor García         | Ángel Vallejo            | Víctor Gómez              |
| 2005 | Enrique Salgueiro     | Diego Galego             | Juan José Abril           |
| 2006 | José Antonio Carrasco | Alberto Martos           | José Canovas              |
| 2007 | Miyataka Shimizu      | Yukiya Arashiro          | Víctor Manuel Gómez       |
| 2008 | Wout Poels            | Fabio Terrenzio          | David Belda               |
| 2009 | David Belda           | Freddy Montanha          | Luca Zanasca              |
| 2010 | Ángel Vallejo         | Enrique Salgueiro        | Junya Sano                |
| 2011 | Marc Goos             | Jonathan Tiernan-Locke   | Josué Moyano              |
| 2012 | José Belda            | Ángel Vallejo            | Sergei Belykh             |
| 2013 | Jordi Simón           | Merhawi Kudus            | Ever Rivera               |
| 2014 | Aritz Bagües          | Santiago Ramírez         | Adrià Moreno              |
| 2015 | Cristián Rodríguez    | Jorge Arcas              | Sergio Rodríguez          |
| 2016 | Wolfgang Burmann      | Antonio Soto             | Óscar González do Campo   |
| 2017 | Willie Smit           | Juan Antonio López-Cózar | Roberto Méndez            |
| 2018 | Óscar González Brea   | Anatoliy Budyak          | Nicolás Sainz Ballesteros |
| 2019 | Alessandro Fancellu   | Sergio Araiz             | Ådne Holter               |

## Palmarés por países
| País          | Vitórias |
| ------------- | -------- |
| Espanha       | 13       |
| Países Baixos | 2        |
| Japão         | 1        |
| Chile         | 1        |
| África do Sul | 1        |
| Itália        | 1        |